# Bistum Crema
Das Bistum Crema (lateinisch Dioecesis Cremensis, italienisch Diocesi di Crema) ist eine in Italien gelegene römisch-katholische Diözese mit Sitz in Crema.

## Geschichte
Das Bistum Crema wurde am 11. April 1580 durch Papst Gregor XIII. mit der Päpstlichen Bulle Super universas errichtet und dem Erzbistum Mailand als Suffraganbistum unterstellt. Gregor XIII., der aus Bologna stammte, erhob am 10. Dezember 1582 seine Heimatstadt zum Sitz eines Erzbistums und unterstellte das Bistum Crema dem Erzbistum Bologna als Suffraganbistum. Papst Gregor XVI. ordnete das Bistum am 5. Februar 1835 mit der Päpstlichen Bulle Romani Pontificis wieder der Kirchenprovinz Mailand zu.

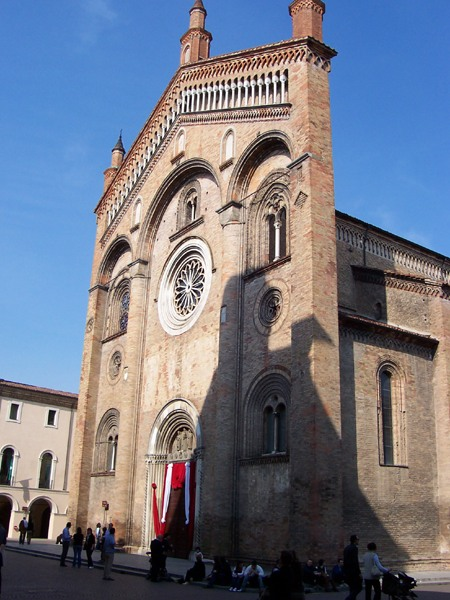
Kathedrale Santa Maria Assunta in Crema